# Drosophila mojavensis
Drosophila mojavensis är en tvåvingeart som beskrevs av Patterson 1940. Drosophila mojavensis ingår i släktet Drosophila och familjen daggflugor.
Artens utbredningsområde är Baja California, Mexiko och västra USA.